# Улица Черкасова (Санкт-Петербург)
Улица Черка́сова — улица в Калининском районе Санкт-Петербурга. Соединяет Киришскую улицу и проспект Луначарского. Параллельна Гражданскому проспекту. Протяжённость — 1015 м.

## История
Названа в честь советского актёра Николая Черкасова. Название присвоено 27 июля 1970 года.

## Здания и сооружения
Нечётная сторона:
- дом 7, корпус 2 — ГОУСОШ № 619 Калининского района
- дом 15 — ГОУСОШ № 96 Калининского района
- дом 23, корпус 2 — ГДОУ Детский сад № 61 Калининского района

Чётная сторона:
- дом 4, корпус 2 — ГБОУ СОШ № 149 Калининского района
- дом 8, корпус 2 — ГОУ СОШ № 89 Калининского района

## Транспорт
- Метро: «Гражданский проспект» (670 м)
- Автобусы: 93, 121, 139
- Железнодорожная платформа: Новая Охта (560 м)

## Пересечения
С севера на юг:
- Киришская улица
- проспект Луначарского